# Vliegend tapijt

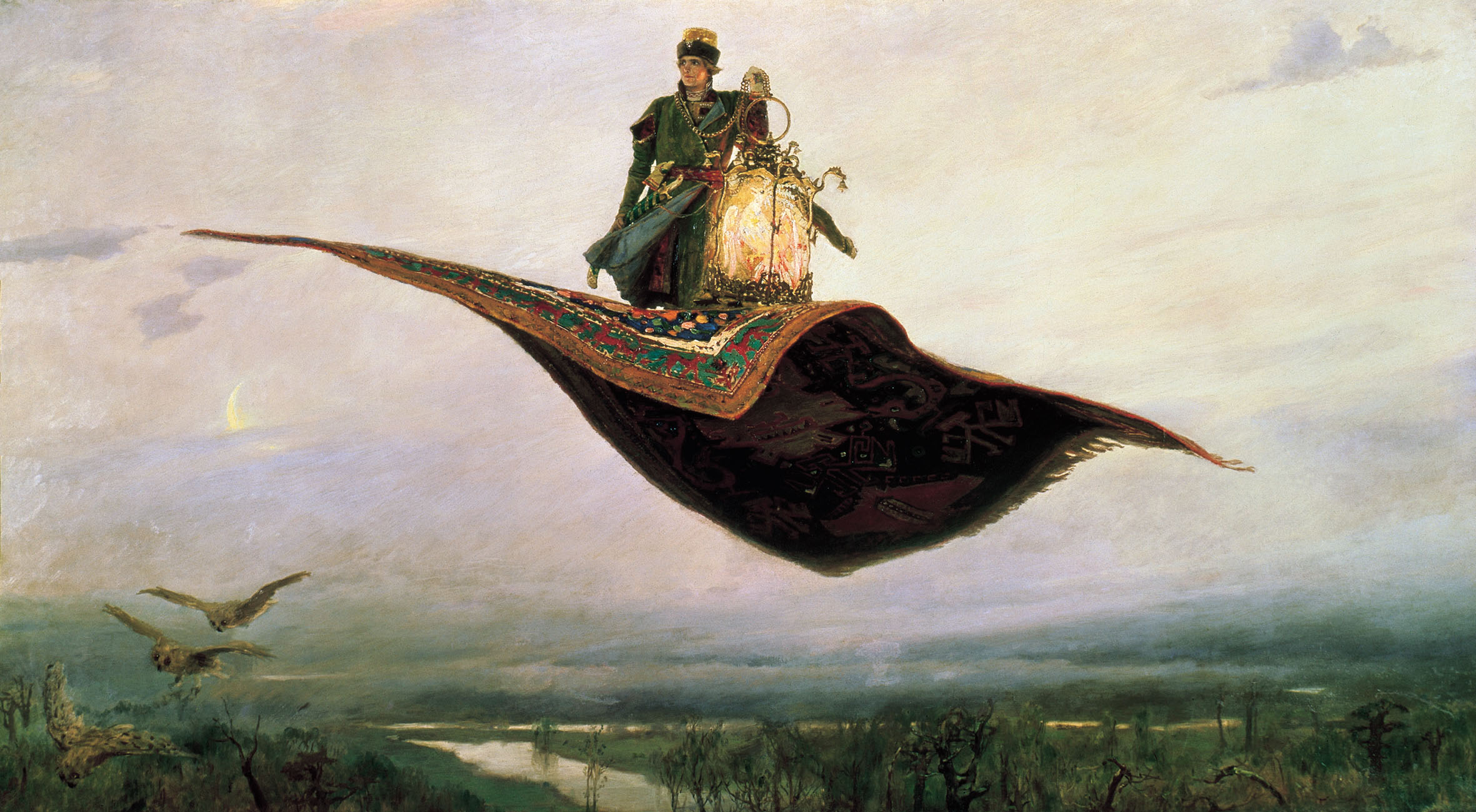
Het schilderij The Flying Carpet (1880) van Viktor Vasnetsov

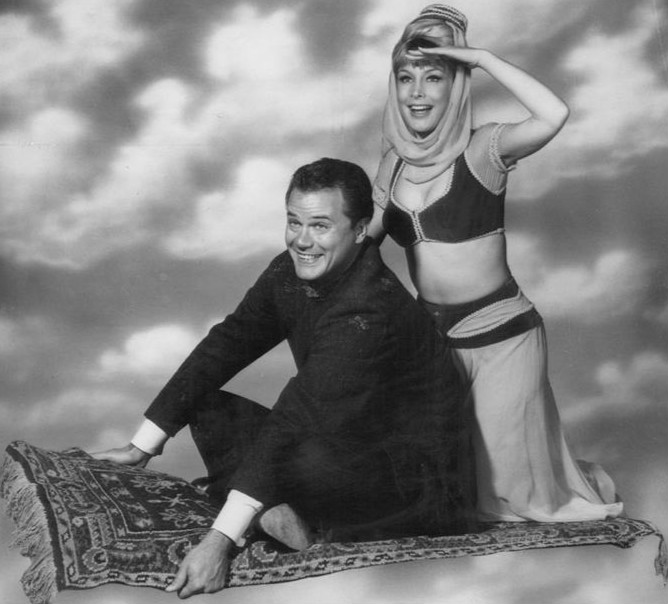
I Dream of Jeannie

Een vliegend tapijt is een mythisch kleed dat door de lucht zweeft en meestal dient als vervoermiddel. Het is een literair en artistiek motief dat afkomstig is uit Oosterse sprookjes. Het is bekend geworden door de verhalen van duizend-en-één-nacht.

## Rol in verhalen
Het vliegend tapijt is een motief in verhalen en sprookjes. Vooral in verhalen met een Arabische of Oosterse oorsprong duikt het vliegende tapijt vaak op. 
In Westerse landen is het vliegende tapijt vooral bekend geworden door de verhalen van duizend-en-één-nacht. Waarschijnlijk het bekendst is het vliegende tapijt uit de Disneyversie van Alladin. Door het vliegende tapijt, dat de hoofdfiguur in een grot vindt, weet hij aan verschillende problemen te ontsnappen. In het oorspronkelijke verhaal van Alladin komt echter geen vliegend tapijt voor maar een bed dat door de geest-in-de-lamp wordt gedragen. 
Er komt wel een vliegend tapijt in duizend-en-één-nacht voor, maar dat is in het verhaal van Prins Hoesein.

## In populaire cultuur

### Romans
- In Mark Twains Captain Stormfield's Visit to Heaven komen vliegende tapijten voor, net als in het (verfilmde) boek Old Khottabych van de Russische schrijver Lazer Lagin.
- Het jeugdboek Piet Piraat - Het vliegende tapijt.

### Stripverhalen
- Foufi en zijn tovertapijt.
- Fata Morgana van Suske en Wiske
- Asterix in Indus-land van Asterix.

### Televisieserie
- In de televisieserie Kunt u mij de weg naar Hamelen vertellen, mijnheer? komt een vliegend vloerkleed voor met de naam 'Kamerbreed'.

## Afbeeldingen

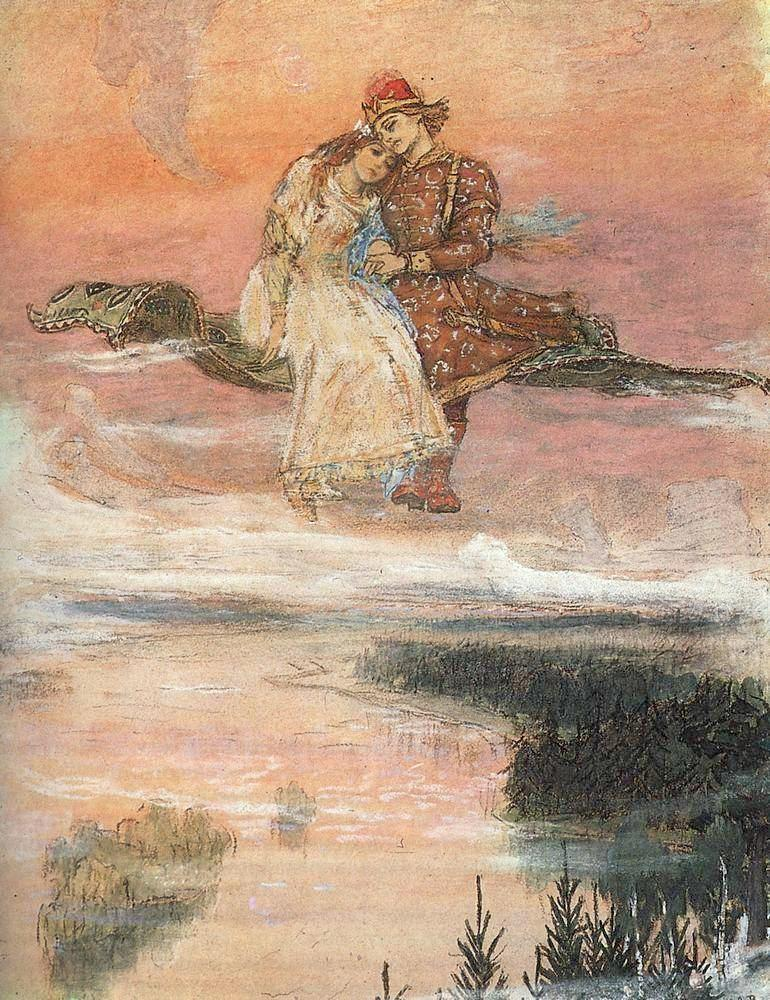
Vliegend tapijt, 1926
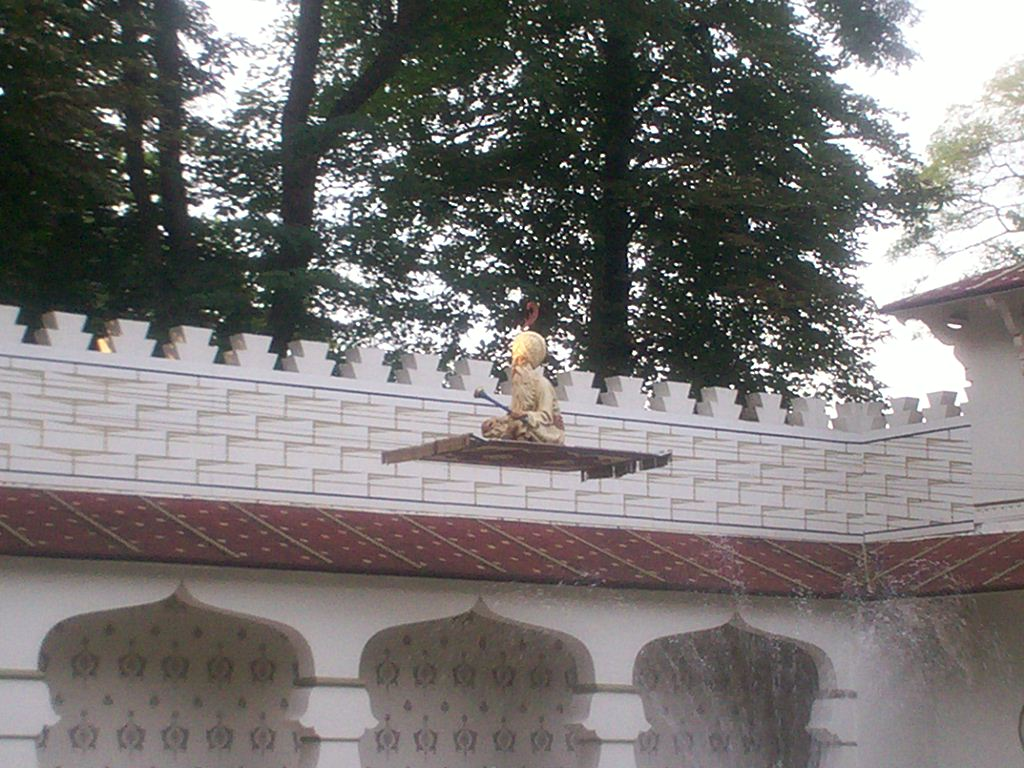
Het vliegend tapijt van de fakir in het Sprookjesbos
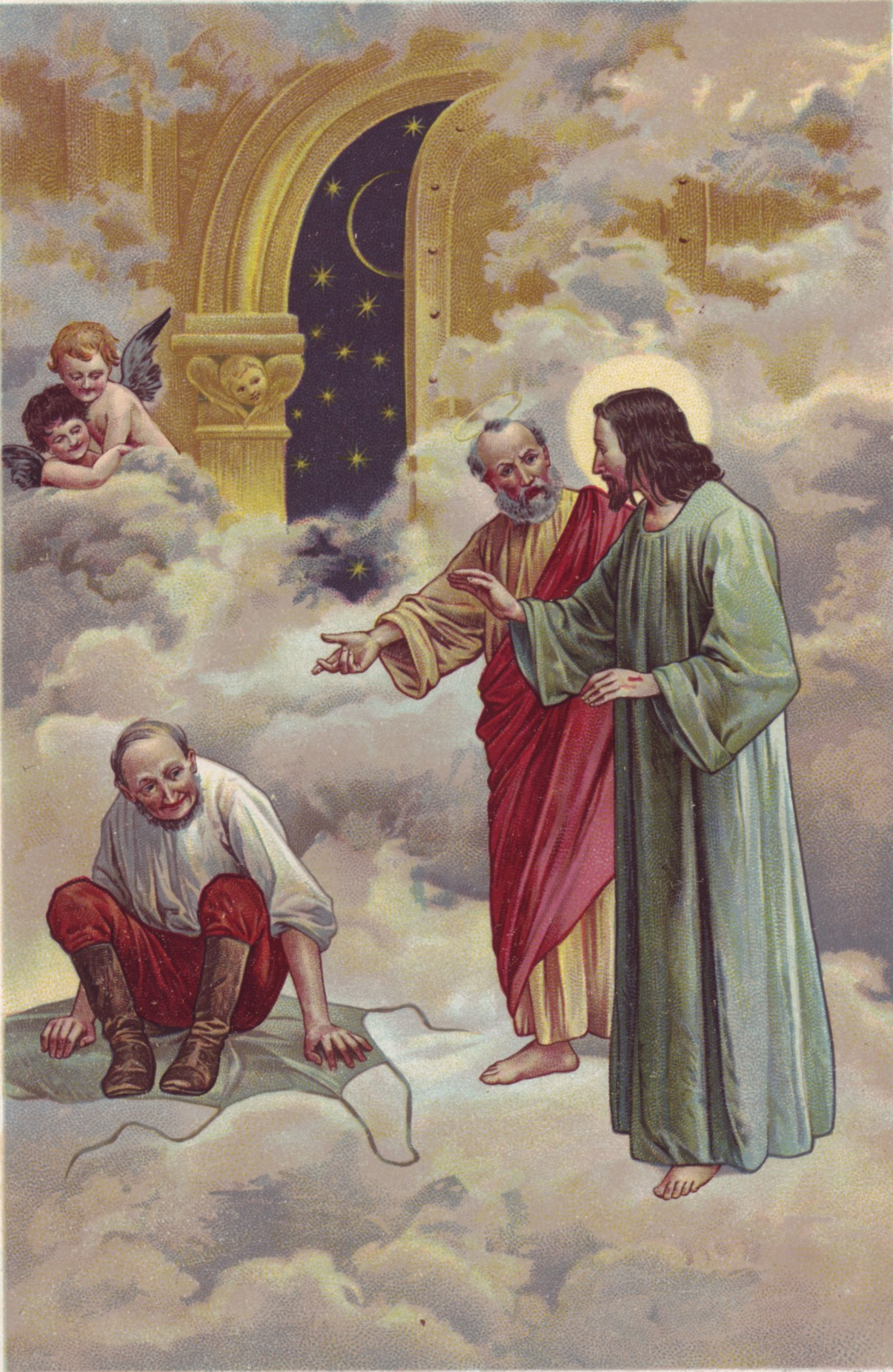
Afbeelding bij een sprookje uit Tsjechië, Věnceslav Černý, 1902